# 侍朝
侍朝（1729年—1777年），字鹭传，又字鹭川，号补堂，江苏泰州人，乾隆庚辰进士。

## 生平
乾隆三十四年（1769年）除国子监监丞，后征为四库全书总校，改翰林院庶吉士，为人正直不阿，通经史之学，工诗文。与金兆燕、任大椿、袁枚、纪昀等有诗文来往。
学生章學誠，乾隆戊戌进士，清代文学家、思想家。